# Randy Orton
Randal "Randy" Keith Orton (1 d'abril del 1980) és un lluitador professional estatunidenc que treballa treballa per a la WWE en la seva marca SmackDown Live.
Dins de la seva carrera, ha sigut 13 vegades campió mundial, 9 vegades com a Campió de la WWE i 4 com a Campió Mundial Pes Pesant. A més posseeix un regnat com Campió Intercontinental, un com a Campió Mundial en Parelles al costat d'Edge i Campió en Parelles de SmackDown amb Bray Wyatt i Luke Harper, reunificant el Campionat WWE i WWE World Heavyweight Championship en 2013 tot açò el fa Campió de Triple Corona.

## Campionats i assoliments
World Wrestling Entertainment / WWE
- WWE Championship (9 cops)¹
- World Heavyweight Championship (4 cops)
- WWE Intercontinental Championship (1 cops)
- World Tag Team Championship (1 cop) - amb Edge
- SmackDown Tag Team Championship (1 cop) - amb Bray Wyatt i Luke Harper
- Royal Rumble (2009)
- Royal Rumble (2017)
- Triple Crown Championship (decimoséptimo)
- Money in the Bank (2013)